# Giasone
Giasone (auch Il Giasone, deutsch: Jason) ist eine Oper (Originalbezeichnung: „Drama musicale“) in einem Prolog und drei Akten von Francesco Cavalli (Musik) mit einem Libretto von Giacinto Andrea Cicognini. Die Uraufführung fand am 5. Januar 1649 im Teatro San Cassiano in Venedig statt.

## Handlung
Die Handlung der Oper basiert auf der Argonautensage der griechischen Mythologie. Giasone (Jason) wird von seinem Onkel Pelias, dem König von Thessalien, nach Kolchis am Schwarzen Meer geschickt, um das Goldene Vlies zu holen. Er macht sich zusammen mit Ercole (Herakles) und weiteren Männern, den „Argonauten“, in seinem Schiff Argo auf den Weg. Unterwegs verbringen sie einige Zeit auf der Insel Lemnos, wo Giasone ein Verhältnis mit der Königin Isifile eingeht und ihr die Ehe verspricht. Obwohl sie Zwillinge bekommen, verlässt Giasone sie, um seine Fahrt fortzusetzen. Isifile wird daraufhin von ihren Leuten gestürzt und muss aus Lemnos fliehen. In Kolchis verliebt sich die dortige Königin Medea ebenfalls in Giasone und trennt sich von ihrem bisherigen Geliebten Egeo (Aigeus), dem König von Athen. Ohne Giasone ihre Identität zu offenbaren, verführt sie Giasone und empfängt von ihm gleichfalls Zwillinge. Der geht so in der Liebesbeziehung zu der Unbekannten auf, dass er seine eigentliche Mission vernachlässigt. Als Isifile von Giasones Ankunft in Kolchis erfährt, beauftragt sie ihren Vertrauten Oreste, Näheres über sein Schicksal zu erfahren.
Im Verlauf der Oper bezwingt Giasone mit Hilfe eines von Medea erhaltenen Zauberrings die Ungeheuer, die das Goldene Vlies bewachen. Die beiden fliehen aus Kolchis, werden aber von Egeo und seinem Diener Demo verfolgt. Durch einen von zornigen Göttern herbeigerufenen Sturm stranden alle an der Küste, an der Isifile Zuflucht gesucht hatte. Da Isifile Giasone nicht aufgeben will, befiehlt Giasone auf Drängen Medeas seinem Hauptmann Besso, sie zu töten. Doch der Auftrag ist unklar formuliert, und Besso wirft stattdessen Medea ins Meer. Da sie vom treuen Egeo gerettet wird, beschließt sie, zu diesem zurückzukehren und fordert Giasone auf, sich mit Isifile zu vereinen.
Die Handlung wird immer wieder durch Nebenhandlungen und komische Szenen unterbrochen, in denen neben Besso und dem stotternden Diener Demo auch die liebestolle Amme Delfa und Isifiles Vertraute Alinda zu Wort kommen. Zudem gibt es eine Rahmenhandlung mit dem Sonnengott Sole und dem Liebesgott Amore.

### Prolog
Strand mit Blick auf die Insel von Kolchis
Der Sonnengott Sole feiert einen Triumph, denn heute wird der thessalische Held Giasone das Goldene Vlies rauben und seine Nichte Medea zur Frau nehmen. Doch der Liebesgott Amore widerspricht. In Liebesdingen hat er Vorrechte, und er hat bereits auf Lemnos die Liebe zwischen Giasone und Isifile vorgesehen. Die beiden werden sich nicht einig. Sole sucht Unterstützung im Himmel, während sich Amore auf die Erde begibt, um dort sein Ziel zu erreichen.

### Erster Akt
Lieblicher Garten mit kleinem Palast, der in den Königspalast übergeht
Szene 1. Ercole und Besso beklagen sich darüber, dass Giasone seine Mission nicht weiter verfolgt. Er scheint nur noch an Frauen zu denken, die seiner Schönheit, seiner Jugend und seinem Reichtum allesamt verfallen.
Szene 2. Ercole erinnert seinen von Liebesgenüssen träumenden Anführer (Giasone: „Delizie, contenti“) an den Auftrag seines Onkels. Nicht genug damit, dass er in Lemnos Zwillinge von Isifile bekommen hat – nun verliebt er sich auch noch in eine Unbekannte. Statt völlig zu verweichlichen, solle er noch heute die Ungeheuer bekämpfen, die das Goldene Vlies bewachen. Giasone fühlt sich innerlich zerrissen zwischen Pflicht und Liebe.
Szene 3. Auch die Gärtnerin Rosmina sehnt sich nach der Liebe („Per saziar quest’appetito“)
Königssaal von Kolchis
Szene 4. Medea besingt ihre Liebe zu Giasone. Für ihren vormaligen Verehrer Egeo hat sie nur noch Verachtung übrig.
Szene 5. Als Egeo ihr wieder seine Liebe erklärt, weist sie ihn schroff zurück. Der verschmähte Egeo will nur noch sterben und fleht Medea an, ihn zu erstechen. Medea erklärt ihn für verrückt.
Szene 6. Auf Befehl seiner Königin Isifile erscheint Oreste in Kolchis, um nach Giasone zu forschen. Er hat diese Aufgabe nur ungern übernommen, da ihm Land und Leute hier fremd sind.
Szene 7. Oreste trifft auf den buckligen und stotternden Diener Demo, den er mühsam über Giasone auszufragen versucht (Demo: „Son gobbo, son Demo“).
Szene 8. Medeas Amme Delfa klagt über ihr fortgeschrittenes Alter. Sie will sich dadurch aber nicht von der Liebe abhalten lassen (Delfa: „Voli il tempo, se sà“). Als sie Giasone kommen sieht, eilt sie fort, um Medea darüber zu informieren.
Szene 9. Als Medea von Giasones Kommen erfährt, bittet sie Delfa, aufzupassen, dass niemand ihr Treffen stört oder belauscht.
Szene 10. Giasone will Medea, die er nicht als seine Geliebte erkennt, um Unterstützung für den bevorstehenden Raub des Goldenen Vlieses bitten. Doch sie wirft ihm vor, eine der Hofdamen verführt zu haben. Diese habe ihm bereits Zwillinge geschenkt. Giasone müsse unverzüglich erklären, dass er die entehrte Edeldame zur Frau nehmen werde. Ansonsten müsse er sterben. Er solle einen Moment warten, bis sie die Braut herbeigeholt habe.
Szene 11. Giasone erwartet ungeduldig die Rückkehr Medeas und seiner Geliebten, deren Identität ihm nun endlich offenbart werden soll.
Szene 12. Medea kehrt mit Delfa zurück, die sie Giasone als seine Braut vorstellt. Da er ihren Scherz sofort erkennt, gibt sich Medea ihm zu erkennen. Giasone verspricht ihr die Ehe, und beide schwören sich ihre Liebe.
Szene 13. Nachdem sich das Paar zurückgezogen hat, beneidet Delfa die beiden um ihre Liebe. Sie wundert sich über die neue Sitte der Mädchen, erst zu heiraten, nachdem sie herausgefunden haben, was es bedeutet, Kinder zu haben (Delfa: „Troppo soavi i gusti“).
Landschaft mit Hütten an der Mündung des Ebro mit Blick auf das Kaspische Meer
Szene 14. Isifile klagt im Traum über den Verrat Giasones. Als sie erwacht, erkennt sie erschüttert ihre Lage im Exil am Ufer des Ebro. Sie wartet sehnsüchtig auf die Rückkehr ihres Kundschafters Oreste.
Zaubergemach Medeas
Szene 15. Medea beschwört Geister der Hölle herbei, die Giasone beim Kampf gegen die Ungeheuer beistehen sollen (Medea: „Dell’antro magico“). Der Geist Volano teilt ihr mit, dass Pluto ihr Gebet erhört habe, und übergibt ihr einen Zauberring, der Giasone die nötige Kraft schenken werde.
Der erste Akt endet mit einem Tanz der Geister.

### Zweiter Akt
Landschaft mit Hütten
Szene 1. Isifile beklagt sich bei ihrer Vertrauten Alinda um das Ausbleiben Orestes. Alinda versucht vergeblich, sie zu trösten. Sie selbst würde sich in dieser Lage einen anderen Liebhaber zulegen (Alinda: „Per prova sò“). Isifile schickt sie zum Hafen, um nach Oreste zu forschen, und legt sich schlafen.
Szene 2. Nach seiner Heimkehr betrachtet Oreste die schlafende Isifile. Sie erwacht allmählich, hält aber noch halb im Traum Oreste für Giasone. Oreste, der heimlich in Isifile verliebt ist, versucht die Situation für einen Kuss auszunutzen (Oreste: „Vaghi labbri scoloriti“). Isifile erwacht gerade noch rechtzeitig. Oreste informiert sie über Giasones Liaison mit Medea. Sobald Giasone das Goldene Vlies gewonnen habe, werde er mit der Argo abreisen und an dieser Küste vorbeikommen, wo Isifile ihn noch einmal sehen könne. Isifile beschließt, Giasone zu töten.
Innenraum des Schlosses, in dem das Goldene Vlies bewacht wird
Szene 3. Medea gibt Giasone den von Pluto erhaltenen Zauberring und zieht sich mit Delfa zurück.
Szene 4. Giasone sammelt seinen Mut für den bevorstehenden Kampf mit den Ungeheuern.
Szene 5. Medea befürchtet, dass Giasone nach bestandenem Kampf nicht zu ihr zurückkehren werde. Delfa kann sie nicht beruhigen.
Szene 6. Giasone hat das Goldene Vlies errungen. Da Ercole ihn vor einem Volksaufruhr warnt, will er schnellstmöglich mit den Argonauten nach Korinth abreisen. Er rät Medea davon ab, ihn zu begleiten. Dennoch beschließt sie, mitzukommen und die Kinder zurückzulassen. Der Diener Demo belauscht das Gespräch.
Szene 7. Demo benachrichtigt Egeo von Giasones und Medeas bevorstehender Flucht. Egeo will ihnen mit Demo in einem kleinen Boot nachsetzen.
Die Grotten des Eolo
Szene 8. Die auf Seiten Isifiles stehenden Götter Giove und Amore befehlen dem Windgott Eolo, Giasones Flucht durch einen Sturm zu verhindern.
Verfallener Hafen an der Mündung des Ebro mit Blick auf das Meer
Szene 9. Aufgrund des Sturms versucht Oreste vergeblich, Schiffe und Seeleute für Isifile aufzutreiben. Er trifft auf Alinda, die sich um ihre Herrin sorgt. Oreste und Alinda erklären sich ihre Liebe.
Szene 10. Nachdem Egeos und Demos Kahn gekentert ist, wird Demo an Land gespült. Oreste eilt ihm zu Hilfe. Demo erzählt von ihrer Verfolgung der Argonauten. Er glaubt, dass Egeo ertrunken ist. Oreste will sofort Isifile vom Geschehenen benachrichtigen. Er lädt Demo ein, mitzukommen, um sich zu erholen.
Szene 11. Die Argo hat den Sturm unversehrt überstanden. Giasone, Media, Besso, Ercole und die Argonauten kommen erleichtert an Land und machen sich auf die Suche nach einer Unterkunft.
Szene 12. Besso besingt den Erfolg Giasones bei den Frauen. Er trifft auf Alinda, die sich freut, dass wegen des Sturms so viele prächtige Soldaten angekommen sind. Die beiden kommen sich näher. Besso versichert, dass er, obwohl er keine Kriegsverletzungen aufzuweisen habe, Soldat sei. Als Alinda ihn fragt, ob er singen könne, behauptet er, Sopran, aber kein Kastrat zu sein. Gemeinsam besingen beide die Liebe.
Szene 13. Im Beisein Medeas und der Argonauten teilt Oreste Giasone mit, dass Isifile ihn sprechen wolle. Giasone versucht, ihn schnell abzuwimmeln. Medea, die sich über seine Unhöflichkeit wundert, sagt Oreste, dass Giasone Isifile hier erwarten werde. Nachdem Oreste fort ist, verlangt sie von Giasone Aufklärung über sein Verhalten. Giasone behauptet, Isifile sei eine Verrückte, der er in Lemnos begegnet sei. Sie beobachte alle Frauen, die an die Küste kommen, und glaube, alle Ereignisse im Leben dieser Frauen seien ihr selbst passiert.
Szene 14. Isifile stellt Giasone zur Rede und erinnert ihn an ihre Liebe und sein Eheversprechen. Medea, die glaubt, es handele sich um eine Fantasie, fordert sie belustigt auf, zu erzählen, wie weit diese Liebe ging. Sie erfährt so von den Zwillingen, dass Isifile Königin sei, ihre Heimat verlassen habe und Giasone um jeden Preis zurückgewinnen wolle. Medea geht lachend mit Giasone fort. Isifile schwört Rache.
Der zweite Akt endet mit einem Tanz der Seeleute.

### Dritter Akt
Blühender Wald an der Mündung des Ebro
Szene 1. Oreste und Delfa unterhalten sich über ihre jeweiligen Herrinnen und stellen fest, dass es große Gemeinsamkeiten zwischen Medea und Isifile gibt: Beide sind Königinnen von Geburt, gelten als Giasones Ehefrau und haben Kinder von ihm.
Szene 2. Giasone und Medea genießen ihre Liebe in der Natur und legen sich schlafen (Duett: „Dormi, scanco Giasone“ – „Dormi ch’io dormo, o bella“).
Szene 3. Oreste beneidet das schlafende Paar (Oreste: „Non è più bel piacer“), da er selbst von Liebessehnsüchten geplagt wird. Er zieht sich wieder zurück.
Szene 4. Isifile weckt Giasone grob auf und beschimpft ihn als Verräter und Lügner. Giasone versucht, sie zu beruhigen. Er verspricht, zu ihr zurückzukehren. Die inzwischen erwachte Medea erkennt die Lage. Sie spielt Isifile vor, ihren Vorrang anzuerkennen – ringt dann aber Giasone das Versprechen ab, Isifile nach der Hochzeit, doch vor der Hochzeitsnacht, zu töten. Den Mord soll Besso im Tal von Orseno ausführen. Giasone bittet Isifile, sich am Abend dorthin zu begeben und Besso zu fragen, ob er seinen Auftrag ausgeführt habe. Dann solle sie zu ihm zurückkehren, und sie können heiraten. Isifile entfernt sich glücklich.
Szene 5. Giasone befiehlt Besso, im Tal von Orseno diejenige Person ins Meer zu werfen, die ihn dort fragen werde, ob er seinen Auftrag ausgeführt habe.
Landschaft mit Hütten
Szene 6. Auch Egeo hat den Schiffbruch überlebt. Er trifft auf Demo, der ihn zunächst für einen Geist hält. Beide gehen zusammen ab.
Szene 7. Isifile jubiliert darüber, dass sie Giasone zurückgewonnen hat. Sie bemerkt, dass es Zeit für ihre Verabredung im Tal ist.
Szene 8. Oreste verzögert Isifiles Aufbruch, indem er sie daran erinnert, dass ihre Kinder auf das Abendessen warten.
Verlassenes Tal an der Mündung des Ebro mit Blick auf das Meer
Szene 9. Medea hat sich selbst in das Tal begeben, um die Ausführung ihrer Rache zu beobachten. Sie wartet sehnsüchtig auf die Ankunft Bessos.
Szene 10. Delfa vernimmt Medeas ungeduldiges Seufzen, das sie für Liebeskummer hält. Sie selbst würde es nicht stören, wenn einer ihrer Liebhaber noch eine andere Freundin hätte. Sie hätte gerne viele Geliebte gleichzeitig.
Szene 11. Endlich kommt Besso mit seinen Leuten, und Medea fragt ihn ungeduldig, ob er Giasones Auftrag ausgeführt habe. Besso lässt sie ins Meer werfen.
Szene 12. Verspätet erscheint auch Isifile im Tal. Als sie Besso das Stichwort gibt, lässt dieser sie Giasone ausrichten, dass er nur eine Person am Tag töte („Torna a Giason e di / Ch’io solo uccido una persona al dì“). Isifile ist verwirrt.
Szene 13. Egeo hört Medeas Hilferufe und rettet sie.
Szene 14. Besso berichtet Giasone, dass er den Befehl ausgeführt und eine Königin getötet habe. Deren Namen nennt er nicht.
Szene 15. Medea fühlt sich von Giasone verraten und erkennt zugleich, dass Egeo seine Liebe für sie bewahrt hat. Sie ist bereit, ihn zu heiraten, verlangt aber, dass er Giasone tötet. Egeo verspricht es ihr.
Unbewohnter Palast mit Ruinen
Szene 16. Giasone wird von Gewissensbissen geplagt. Er sieht zwei Gespenster vor sich: die rachsüchtige Medea und den Geist der ermordeten Isifile. Schließlich schläft er ein.
Szene 17. Egeo will die Gelegenheit nutzen, Giasone im Schlaf zu erdolchen.
Szene 18. Isifile fällt Egeo in den Arm und verhindert den Mord. Egeo flieht, und Giasone ruft nach seinen Leuten.
Szene 19. Als Besso und die Krieger kommen, lässt Giasone Isifile festnehmen, da er sie für die Attentäterin hält. Er wirft Besso Verrat vor, da die von ihm ermordete Isifile noch lebt. Doch Besso erklärt den Sachverhalt und versichert ihm, dass Medea tot sei.
Szene 20. Nun kommt auch Medea hinzu, und alles klärt sich auf. Sie teilt den anderen mit, dass sie sich dafür entschieden habe, wieder mit Egeo zusammenzuleben. Giasone solle zu Isifile zurückkehren. Giasone fragt sich nur noch, wer den Mordanschlag auf ihn ausgeführt hat.
Szene 21. Einige der Soldaten, die dem fliehenden Egeo gefolgt waren, kommen mit ihm zurück. Egeo gibt den Mordanschlag zu, und Medea erklärt, den Auftrag dazu gegeben zu haben. Giasones vermeintlicher Verrat an ihr habe sich aber inzwischen aufgeklärt. Isifile ist bereit, Giasone zu verzeihen und ihn wieder aufzunehmen, auch wenn sie darunter leiden werde (Isifile: „Infelice, che ascolto“). Gerührt gibt Giasone nach. Nacheinander kommen auch Alinda, Oreste, Delfa und Demo hinzu. Letzterer gibt sich die Schuld an den ganzen Verwicklungen, weil er Oreste dazu gebracht habe, Giasone zu verfolgen. Doch die beiden Paare sind glücklich mit dem Ausgang. Sie besingen ihre Liebe in einer Duett-Folge und einem Schlussquartett.
Szene 22 (nicht vertont). Giove, Zeffiro und weitere Götter gratulieren Amore für seinen Sieg.

## Gestaltung

### Instrumentation
Die Besetzung der Oper sieht lediglich ein dreistimmiges Ensemble aus zwei Violinen und Basso continuo vor, das im Prolog durch zwei Violen zur Fünfstimmigkeit erweitert ist.

### Musik
In Cavallis Giasone vollzieht sich erstmals eine vollständige Trennung der Arien von den Rezitativen nach dramatischen Gesichtspunkten. Frühere Opern waren von affektgeladenen Ariosi bestimmt. Nun schildern Rezitative die Handlung und enthalten Kommentare der handelnden Personen. Arien dagegen sind reflektiven Momenten vorbehalten.
Die Liebesarie Giasones („Delizie, contenti“, erster Akt, Szene 2) mit ihren das Versmaß hervorhebenden Ostinati zählt zu den Musterbeispielen für Cavallis Charakterisierungskunst.
Mit dem buckligen Diener Demo brachte Cavalli erstmals einen Stotterer auf die Opernbühne. Ihm ist mit seinem Auftrittsstück „Son gobbo, son Demo“ (erster Akt, Szene 7) auch einer der musikalischen Höhepunkte der Oper gewidmet.
In Delfas komischer Arie „Troppo soavi i gusti“ (erster Akt, Szene 13) wechseln syllabische Abschnitte mit ausgedehnten Melismen. Die Pausen zwischen den einzelnen Phrasen waren vermutlich für kurze Tanzszenen vorgesehen.
Die Beschwörungsszene Medeas („Dell’antro magico“, erster Akt, Szene 15) im stile concitato („erregter Stil“) ist eine der meistgerühmten Nummern der Oper. Sie besteht aus repetitiven Sdrucciolo-Rhythmen (auf der drittletzten Silbe betont) und kahlen Streicherfiguren aus vier Akkorden, häufig mit leeren Quinten.
Als eine der komischsten Szenen gilt die Liebesszene Alindas und Bessos (zweiter Akt, Szene 12), die mit Anspielungen auf Musik und Krieg gespickt ist.
Ebenfalls bemerkenswert ist Bessos ärgerliche Antwort auf Isifiles Frage, ob er Giasones Auftrag ausgeführt habe (dritter Akt, Szene 12). Diesen Text („Torna a Giason e di“ – „Sag Giasone, dass ich nur eine Person am Tag töte“) vertonte Cavalli in Form einer lebhaften Arie.
Isifiles Klage „Infelice, che ascolto“ (dritter Akt, Szene 21) verbindet Rezitativ und Arie durch ein absteigendes Tetrachord-Motivs im Bass-Ostinato.

### Libretto
Der Librettist Cicognini legte in Giasone größeren Wert auf die Liebesverwicklungen der Charaktere als auf die korrekte Verarbeitung der mythologischen Grundlage. Im Gegensatz zu Euripides’ tragischer Medea gibt es hier ein glückliches Ende.
Der Text fällt besonders durch die ausgewogene Mischung der unterschiedlichen Themen und Bestandteile auf. Hoch- und niederrangige Charaktere, Menschen und Götter, Komik und Tragik, Liebe und Pflicht und vieles mehr stehen geradezu klassisch ausbalanciert nebeneinander. Durch seine große Bekanntheit wurde der Giasone wenig später aber auch zu einem bevorzugten Angriffsziel der Accademia dell’Arcadia, die ihn zum Symbol für die „venezianische Dekadenz“ erklärte. Der italienische Dichter und Historiker Giovanni Mario Crescimbeni schrieb dazu um 1700:

“Questo guazzabuglio di Personaggi fu cagione del total guastamento delle regole Poetiche, le quali andarono di tal maniera in disuso, che né meno si riguardò più alla locuzione, la quale, costretta a servire alla musica, perdè la sua purità, e si riempiè d’idiotismi.”

„Dieses Durcheinander von Personen war der Grund für die totale Verheerung der Regeln der Poetik, die in einer solchen Weise außer Gebrauch kamen, daß man nicht einmal mehr auf die Sprache achtete, die, gezwungen, der Musik zu dienen, ihre Reinheit verlor und sich mit Idiotismen füllte.“

Er bemängelte das Genre-Gemisch, die Preisgabe der sprachlichen Eleganz und Reinheit und aufgrund der enthaltenen Arien die Zerstörung der Plausibilität. Dennoch bezeichnete derselbe Autor den Text unmittelbar davor als „das erste und perfekteste Drama, das man finden könne“ („il quale per vero dire è il primo, e il più perfetto Dramma, che si truovi“).

## Werkgeschichte

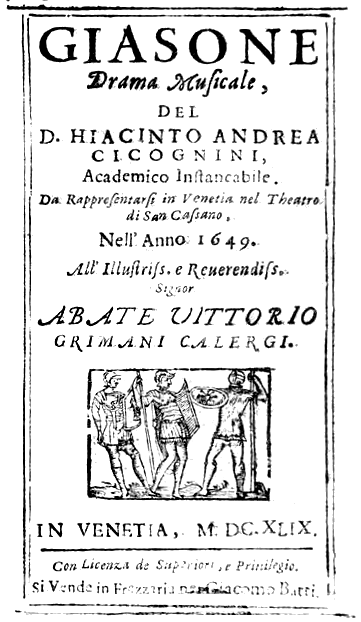
Titelblatt des Librettos, Venedig 1649

Das Libretto der Oper stammt von Giacinto Andrea Cicognini. Es ist der einzige seiner Texte, der von Cavalli vertont wurde. Er war auch der Librettist einer weiteren sehr populären Oper dieser Zeit, der von Antonio Cesti vertonten Orontea von 1656.
Cavalli erhielt laut Vertrag für die Komposition 100 Silberscudi (150 Dukaten), die er ungewöhnlicherweise in drei Teilen schon bei Entgegennahme der drei Akte des Librettos ausgezahlt bekommen sollte.:48f
Die Uraufführung fand am 5. Januar 1649 im Teatro San Cassiano in Venedig statt. Einige Quellen nennen alternativ auch das Jahr 1648. Das Vorwort des venezianischen Librettos ist mit dem 5. Januar 1648 datiert, das Titelblatt dagegen mit dem 5. Januar 1649. Diese Ungereimtheit ist dadurch zu erklären, dass in Florenz damals das neue Jahr erst am 25. März (Mariä Verkündigung) begann.:315
Bei der Aufführung am 13. Februar 1649 (Florentiner Jahr 1648) kam es beinahe zu Gewalttätigkeiten, als 25 oder 30 Edelleute im Streit die Waffen zogen. Bei einer anderen Aufführung schoss ein Attentäter mehrfach aus seiner Loge auf den Veroneser Marquis Canossa und verwundete ihn an der Schulter.:315f
Francesco Cavallis Giasone war im 17. Jahrhundert die am häufigsten gespielte Oper. Sie gehörte wie die ebenfalls von Cavalli stammenden Opern L’Egisto, Erismena und Xerse sowie die bereits genannte Orontea von Antonio Cesti zum Repertoire reisender Operngesellschaften, die diese Werke in ganz Italien bekannt machten. Gedruckte Libretti des Giasone gibt es beispielsweise von Aufführungen aus Mailand (1660), Florenz (1650 und 1652), Bologna (1651 und 1673), Piacenza (1655), Vicenza (1658), Ferrara (1659), Viterbo (1659), Velletri (1660), Neapel (1661, 1667 und 1672), Perugia (1663), Ancona (1665), Brescia (1666 sowie unter dem Titel Medea in Colco 1690), Rom (1671 und 1676 in einer Bearbeitung von Alessandro Stradella als Il novello Giasone), Reggio (1678) und Genua (1685 als Il trionfo d’Amor delle vendette). Außerdem wurde sie vermutlich 1649 und 1650 in Mailand und in 1650 in Lucca gespielt. Von vielen dieser Produktionen sind auch Partituren erhalten. Die Oper wurde für fast jede Aufführung neu bearbeitet.
1969 gab es eine erste Wiederbelebung durch eine konzertante Aufführung der Radiotelevisione Italiana Neapel. Dabei handelte es sich um eine bearbeitete Fassung von Marcello Panni, der auch die musikalische Leitung hatte. 1974 wurde diese Fassung auch in Karlsruhe unter dem Titel Jason und Medea gespielt (Übersetzung von Bruno Vondenhoff). 1984 gab es die erste britische Aufführung im Buxton Opera House.

## Aufnahmen
- 1988 – René Jacobs (Dirigent), Concerto Vocale.
 Guy de Mey (Sole und Egeo), Agnès Mellon (Amore und Alinda), Michael Chance (Giasone), Harry van der Kamp (Ercole und Giove), Michael Schopper (Besso und Volano), Catherine Dubosc (Isifile), Bernard Deletré (Oreste), Gloria Banditelli (Medea), Giampaolo Fagotto (Demo), Dominique Visse (Eolo).
 Studio-Aufnahme, HIP-Aufnahme, geringfügige Änderungen der Instrumentation, gekürzt.
 Harmonia Mundi CD: HMC 901282.84 (3 CD).[11][1]
- Mai 2010 – Federico Maria Sardelli (Dirigent), Symphony Orchestra of Vlaamse Opera Antwerp/Ghent.
 Emilio Pons (Sole und Egeo), Angélique Noldus (Amore und Alinda), Christophe Dumaux (Giasone), Andrew Ashwin (Ercole und Oreste), Josef Wagner (Besso und Giove), Robin Johannsen (Isifile), Katarina Bradić (Medea), Yaniv D’Or (Delfa und Eolo), Filippo Adami (Demo).
 Auch als Video; live aus der Vlaamse Opera Antwerpen.
 Dynamic CDS 663/1-3 (3 CD), Dynamic 33663 (2 DVD), Dynamic 55663 (BR).[12]
- Juli 2011 – Antonio Greco (Dirigent), Juliette Deschamps (Regie), Benito Leonori (Szene), Vanessa Sannino (Kostüme), OIDI–Festival Baroque Ensemble.
 Maria Luisa Casali (Sole), Giuseppina Bridelli (Amore und Poesia), Borja Quiza (Giasone), Masashi Mori (Ercole), Luigi De Donato (Besso), Roberta Mameli (Isifile), Luca Tittoto (Oreste), Pittura Gaia Petrone (Alinda), Aurora Tirotta (Medea), Paolo Lopez (Delfa), Mirko Guadagnini (Egeo), Krystian Adam (Demo und Architettura), Pavol Kuban (Volano), Gabriella Costa (Musica), Pavol Kubanoidi (Satiro).
 Il novello Giasone, Bearbeitung von Alessandro Stradella nach der kritischen Ausgabe von Nicola Usula und Marco Beghelli; live vom Festival della Valle d’Itria aus Martina Franca.
 Bongiovanni BG 2464/66-2 (3 CD).[13][14]
- Dezember 2013 – Erin Helyard (Dirigent), Orchestra of the Antipodes.
 David Hansen (Giasone), Nicholas Dinopoulos (Ercole/Besso), Miriam Allan (Isifile), David Greco (Oreste), Alexandra Oomens (Alinda), Celeste Lazarenko (Medea), Adrian McEniery (Delfa), Andrew Goodwin (Egeo), Christopher Saunders (Demo).
 Live aus Sydney, Produktion der Pinchgut Opera.[15]
- 2017 – Leonardo García Alarcón (Dirigent), Serena Sinigaglia (Inszenierung), Ezio Toffolutti Bühne und Kostüme, Cappella Mediterranea.
 Kristina Mkhitaryan (Sole und Isifile), Mary Feminear (Amore), Valer Sabadus (Giasone), Alexander Milev (Ercole), Günes Gürle (Besso), Willard White (Oreste und Giove), Mariana Flores (Alinda), Kristina Hammarström (Medea), Dominique Visse (Delfa und Eolo), Raúl Giménez (Egeo), Migran Agadzhanyan (Demo und Volano).
 Video; live aus dem Grand Théâtre de Genève, Instrumentation stark erweitert, um ein Viertel gekürzt.
 Internet-Stream auf Arte Concert.[16][17]